# Przyranie
Przyranie – wieś w Polsce, w województwie wielkopolskim, w powiecie kaliskim, w gminie Mycielin.
W latach 1975–1998 miejscowość administracyjnie należała do województwa kaliskiego.
10 marca 1913 we wsi założona została Ochotnicza straż pożarna.